# Notophysis noellae
Notophysis noellae es una especie de escarabajo longicornio del género Notophysis, tribu Cacoscelini, orden Coleoptera. Fue descrita científicamente por Bouyer en 2016.
La especie se mantiene activa durante los meses de enero, febrero, marzo y diciembre.

## Descripción
Mide 23-65 milímetros de longitud.

## Distribución
Se distribuye por Zambia.